# 대통령궁 목록
이 문서는 전 세계의 대통령궁 목록이다.

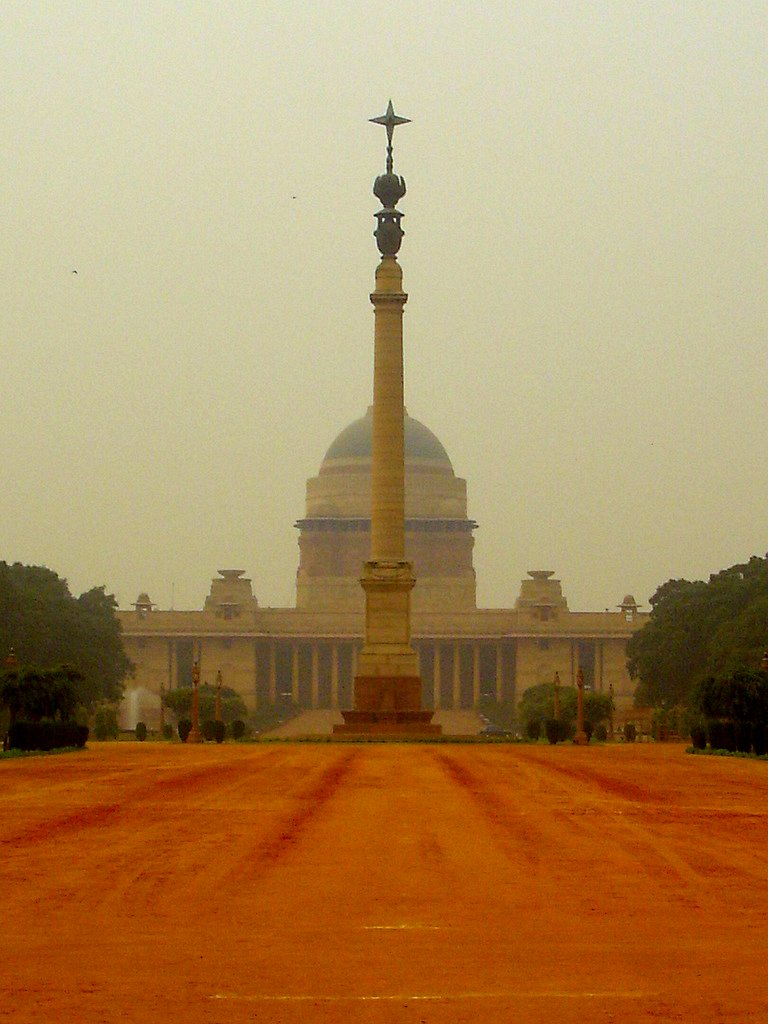
인도의 대통령궁

대통령궁(大統領宮)이란 대통령이 거주하는 집무실을 뜻한다.

## 다
- 대한민국 - 청와대(~2022년 5월 9일)

## 라
- 러시아 - 크렘린 궁전
- 리투아니아 - 빌뉴스 궁전

## 마
- 말레이시아 - 이스타나 네가라
- 미국 - 백악관

## 바
- 바르샤바 - 대통령궁
- 베트남 - 하노이 궁전

## 사
- 슬로바키아 - 그라살코비흐궁
- 시리아 - 다마스쿠스 궁전, 테센 궁전

## 아
- 우크라이나 - 마린스키궁
- 이라크 - 바그다드 궁전 (현재는 이라크 전쟁으로 불능 상태)
- 이탈리아 - 퀴리날레궁
- 인도 - 라슈트라파티 바반 궁전
- 인도네시아 - 이스타나 메르데카

## 자
- 중화민국- 난징 총통부 (1949년까지)
- 중화민국- 타이베이 총통부

## 차
- 체코

## 카
- 키프로스 - 니코시아 궁전

## 타
- 튀르키에 - 앙카라 궁전

## 파
- 폴란드 - 바르샤바 궁전
- 프랑스 - 엘리제 궁전
- 핀란드 - 헬싱키 궁전
- 필리핀 - 말라카냥궁

## 같이 보기
- 분류:총리관저